# King of Kings
King of Kings (en español: Rey de Reyes) es el segundo álbum de estudio del cantante puertorriqueño de reguetón, Don Omar. Fue publicado el 23 de mayo de 2006 al mercado por el sello discográfico VI Music, mientras que la distribución internacional estuvo a cargo de Machete Music y Universal Music Group.
Este álbum cuenta con 18 canciones con distintos sonidos, mezclando acoplados acústicos con usos de samples, además de tomar influencias jamaicanas, bolero, merengue y bachata dentro del ritmo convencional del reguetón. También tiene Rock, Pop,  Contiene duetos con Juelz Santana, Beenie Man, Mackie Ranks y Zion destacando la versatilidad del álbum según un artículo de Billboard.
Del álbum se desprenden tres sencillos que son «Angelito», «Salió el sol» y «Conteo» con los cuales aparecieron en múltiples listas musicales estadounidenses e hispanoamericanas. Como parte de una gira promocional, el cantante se presentó por primera vez en Asia, y participó en la edición XLVIII Festival Internacional de la Canción de Viña del Mar.
Gracias al álbum, recibió nominaciones para los Premios American Music como «Artista favorito de música latina», los Premios Grammy Latino de 2006 como «Mejor álbum urbano» y los Premios Billboard Latino en 2007, resultando victorioso en este último, en la categoría «álbum de reggaetón del año». También fue victorioso en los Premio Lo Nuestro 2007 como «vídeo del año» por su sencillo líder «Angelito».

## Antecedentes
Debido al éxito de su álbum debut, Don Omar publicó un álbum en directo, del cual se destacan las canciones inéditas «Carta a un amigo» y «Pobre diabla», siendo este último junto al álbum apareciendo dentro del top 10 en las listas de Billboard junto a una nominación para los premios Grammy Latinos. A comienzos de 2005, el cantante mencionó en primera instancia que su segundo álbum de estudio tenía como nombre Myself, mientras adelantaba la publicación de otro álbum cumpliendo un rol como productor. Ese álbum, Los Bandoleros, presenta el sencillo «Bandoleros» junto a Tego Calderón, el cual apoyado por el álbum recopilatorio Da Hitman Presents: Reggaeton Latino y la remezcla de «Reggaeton Latino», posicionó al cantante en un estatus mainstream similar al de Calderón y Daddy Yankee.
Durante esta etapa, el cantante acentuó su rivalidad con Daddy Yankee tanto musical como lo personal, respondiendo en una tiraera sin nombre filtrada a internet, la cual fue presentada en el programa radial El Bayú. En una entrevista realizada en el programa Don Francisco presenta, el cantante describe a Yankee como un «egoísta», acusándolo de realizar tácticas para que ambos no compartieran los mismos eventos.
También tuvo fricciones con su mentor Héctor el Father, quien lo apoyó durante su primer álbum, además de los miembros del denominado «combo de los 70», con algunos estando a cargo del narcotraficante Ángelo Millones “Buster”. Esto también involucró a los cantantes asociados a Héctor, como Yomo, en la disputa. Los conflictos musicales rápidamente derivaron en acusaciones graves de violencia y tentativa de muerte, concluyendo con el retiro musical de Héctor en 2008.

## Concepto
Durante una entrevista promocional sobre Da Hitman a finales de 2005, el cantante admitió que quería dedicar un álbum de estudio a su «rey de reyes», haciendo alusión a Jesucristo, con lo que pretendía dar gracias por todos los éxitos que ha recibido. En otras entrevistas posteriores, reveló sus intenciones de mudarse a Nueva York y completar las grabaciones restantes en la ciudad, especulando posibles colaboraciones con el rapero estadounidense Ludacris.
En febrero de 2006, comentaba que tenía completado diez canciones para el álbum, destacando a la canción «Muñecas de porcelana» por su temática social, y la participación de la violinista Miri Ben-Ari en el material, elegida por sus grabaciones con Kanye West. Sobre «Muñecas de porcelana», las historias son inspiradas en una pareja lesbiana que conoció el cantante, cuyos trasfondos sobre desengaño y abuso sexual son reales, pero optando por usar nombres ficticios para la canción.
Una vez publicado el álbum, «Repórtense» fue apuntado por Héctor el Father por tener estrofas dirigidas a él, con el problema arraigado desde la filtración de «Ahora son mejor». Esa canción iba a ser destinado al álbum The Godfather 2 de Héctor & Tito, y que posteriormente fue incluida en Los rompe discotekas, debido a la negativa de Don Omar para grabar una canción nueva.

## Recepción

### Crítica
Jason Birchmeier del sitio web AllMusic destacó del álbum su variedad musical, la producción a cargo de Eliel Lind Osorio y sus líricas, en donde expresa “[...] Por un lado, Don Omar no es Daddy Yankee, aunque su popularidad es cercana. A diferencia de Daddy, quien es el mejor en el aspecto fiestero, Omar es el mejor en ser un letrista socialmente consciente. Sus canciones no son solo forraje para fiestas; son profundos y dignos de reflexión.”
En el diario de The New York Times fue destacando el rap y canto del artista y fusión en el álbum de 2006 en Reggaeton, Reggae, Rap, Bachata y Balada en Muñecas de porcelana especialmente la colaboración con Beenie Man con la canción "Belly Danza".
El álbum significó un reconocimiento al artista como Rey de Reyes según la revista de Billboard y Rolling Stone.

### Comercial
Con el estreno del álbum, habían predicciones de ventas de 45 a 50 000 copias para su primera semana. El álbum logró la séptima posición en la lista Billboard 200 con ventas de 68 000 copias; siendo en ese momento, el debut más alto para un cantante de reguetón. Con el ingreso de King of Kings en las listas musicales de Estados Unidos, la prensa notaba que la disputa con Daddy Yankee también se presentaba en el desempeño comercial, siendo contendiente directo del álbum Barrio fino en directo.El álbum ha vendido 238,000 unidades en su lanzamiento en 2006.
El álbum debutó top 75 en Billboard Japan en 2006.
En julio de 2006 y enero de 2007, el álbum fue certificado 4 X Platino y Oro por la Recording Industry Association of America, esto por superar las 500 000 copias vendidas. El álbum King of Kings ha vendido 2 millones de ventas siendo certificado Oro en México, El álbum vendió 100 mil en Argentina siendo certificado Oro y también el artista recibió Oro con cifras de 100 mil de descargas digitales en 2008, En Estados Unidos ha vendido 507,000 copias en el 2008 según Nielsen, El álbum logró ganancias de 510 000 en Estados Unidos. Según reportes de Billboard en noviembre de 2016, el álbum ha vendido 556 000 copias hasta la fecha, en suelo estadounidense. En otros países, como España, el álbum había superado las 50 000 copias para diciembre de 2007, además de tener todos los sencillos certificados como Oro.  El álbum ha movido 500 000 de unidades,  también ha logrado 500k más, Según registros de 2009, a nivel general el álbum ha vendido más de 4.1 millones. El álbum ha vendido 6 millones mundialmente más en el 2016.
En 2025 el álbum cumplió 19 años y logró el récord de 2 mil millones de streaming en Spotify.
Según Billboard es el álbum más exitoso del artista hasta la fecha.
El álbum ha sido reconocido por Billboard como el álbum más vendido de la historia del género Reggaeton, También ha sido reconocido por BMI como el de mayor rango del género.El álbum fue reconocido como influyente según Billboard.
Las canciones «Ojitos Chiquitos» «En Su Nota con Mackie» y el sencillo «Salió el sol» del álbum «King of Kings» fueron catalogado clásicos del género según el periódico El Espectador.
Belly Danza y Ojitos Chiquitos fueron catálogados himnos por el periódico estadounidense de Los Angeles Times.

## Sencillos
El sencillo «Adiós» del álbum reedición «King of Kings Armageddon Edition» fue top 23 en Top Rhythm Airplay, y el otro sencillo «Ayer La Vi» del álbum fue top 8 en Hot Latín Songs, el sencillo «Te Quiero Pa Mi» con Zion & Lennox del álbum remasterización «King of Kings 10th Anniversary» fue top 1 en Hot Latín Songs de Billboard.

## Reconocimiento
| Publicación | Lista                                  | Posición |
| ----------- | -------------------------------------- | -------- |
| Billboard   | Álbumes latinos de la década del 2000s | 8        |

## Lanzamiento
Durante la publicación del álbum en la tienda de Disney World Music, Donde el artista fue esperado con más de 500 admiradores del boricua que se dieron cita para ver al cantante y recibir su autógrafo.  Superó el récord establecido por Britney Spears en ventas, según su publishing BMI. En la mayoría de los álbumes vendidos. Las ventas registradas del álbum King of Kings en la tienda de Orlando fueron de 974 álbumes en sólo tres horas, además de realizar 1.200 autógrafos en su visita desplazando las ventas de 950 de álbumes de la artista estadounidense.
El 19 de diciembre de 2006 fue publicado la reedición Armageddon Edition con cuatro canciones inéditas, incluyendo una versión alternativa de «No Sé de Ella (MySpace)», la colaboración con Wisin & Yandel. Como sencillo promocional fue presentado «Adiós», cuyo vídeo dirigido por David Impelluso contiene temáticas sobre la depresión, aislamiento y suicidio. Uno de sus planes era publicar distintas versiones de la canción para ingresar a otros mercados musicales, incluyendo una versión en inglés nombrado «Won't Look Back», con el apoyo de Frankie J.
El 11 de noviembre de 2016, en conmemoración por los 10 años del álbum, fue publicado una edición remasterizada para formatos digitales. Esta edición incluye el nuevo sencillo «Te quiero pa' mí» junto a Zion & Lennox. El sencillo fue posteriormente certificado como Oro por Recording Industry Association of America en su formato «Latin».

## Promoción
Tanto en portadas y videoclips promocionales del álbum, el cantante aparece con unas garras de oro puro y con dos diamantes, además de un traje resemblando una armadura de guerra, estando presente en gran parte de su gira mundial. La gira promocional King of Kings Tour con su puesta en escena fue estimada con un costo de 2 millones de dólares, esto en su estadía por Estados Unidos. Fue la primera gira en solitario del cantante en suelo estadounidense, siendo una gira multimillonaria y producida por Latino Entertainment Group y teniendo el patrocinio de Verizon.En el 2006, la gira fue reconocida por Los Angeles Times.
En el país, se presentó en catorce ciudades junto a Aventura y el dúo Rakim & Ken-Y; incluyendo distintas participaciones por Madison Square Garden, en donde también apareció como invitado de Víctor Manuelle y Gilberto Santa Rosa en los años siguientes. Su concierto en diciembre en su natal Puerto Rico, fue el cierre de una primera etapa de presentaciones, siendo transmitido por DirecTV. Un año después, esa grabación fue utilizado para el álbum en vivo con bonus CD/DVD King of Kings Live, en donde se destaca como sencillo «Canción de amor».
Una de sus canciones, «Conteo», fue utilizado en la banda sonora de The Fast and the Furious: Tokyo Drift, incluso cantando a dúo con Vin Diesel durante una presentación privada en Los Ángeles.
También hizo una colaboración en concierto con Wisin & Yandel en Nueva York presentado su segundo álbum de estudio.
En 2007, el artista viajó a Egipto a grabar el sencillo «Tigi Tigi» con el egicio Hakim donde el artista latino hizo una entrevista con 100 medios en el país promocionado su gira King of Kings Armageddon Edition Tour en África.

## Lista de canciones

### Edición estándar (2006)
| N.º      | Título                               | Productor(es)        | Duración |  |
| 1.       | «Predica (Intro)» (con Miri Ben-Ari) | Nesty · Henry Santos | 3:20     |  |
| 2.       | «Repórtense»                         | Nesty                | 3:30     |  |
| 3.       | «Ojitos chiquitos»                   | Eliel                | 3:49     |  |
| 4.       | «Conteo» (con Juelz Santana)         | Nely · Naldo         | 4:00     |  |
| 5.       | «Cuéntale»                           | Eliel                | 4:21     |  |
| 6.       | «Tú no sabes»                        | Eliel                | 3:14     |  |
| 7.       | «Candela»                            | Nely · Naldo         | 5:40     |  |
| 8.       | «Salió el sol»                       | Echo · Diesel        | 5:15     |  |
| 9.       | «En su nota» (con Mackie Ranks)      | Yai & Toly           | 3:39     |  |
| 10.      | «Angelito»                           | Eliel                | 4:44     |  |
| 11.      | «Jangueo»                            | Danny Fornaris       | 3:53     |  |
| 12.      | «Bomba»                              | Yai & Toly           | 2:51     |  |
| 13.      | «Infieles»                           | Eliel                | 4:24     |  |
| 14.      | «Belly Danza» (con Beenie Man)       | Echo · Diesel        | 4:05     |  |
| 15.      | «Muñecas de porcelana»               | Jorge Laboy          | 3:47     |  |
| 16.      | «Not Too Much» (con Zion)            | Eliel · Nely         | 3:31     |  |
| 17.      | «Bailando sola»                      | Nely                 | 2:57     |  |
| 18.      | «Amarga vida»                        | Roberto Allende      | 2:59     |  |
| 01:09:59 |                                      |                      |          |  |

| Edición japonesa |                                  |               |          |  |
| N.º              | Título                           | Productor(es) | Duración |  |
| 19.              | «Cayó el Sol (Tigerstyle Remix)» | Tigerstyle    | 5:33     |  |
| 20.              | «La Copa»                        | Eliel         | 2:00     |  |
| 01:17:32         |                                  |               |          |  |

Notas
- «Amarga vida» contiene un sample de «En Barranquilla me quedo» por Joe Arroyo.

### Armageddon Edition (2006)
- Esta edición cuenta con dos CD más un DVD. El primer CD es la edición estándar con la omisión de los versos de Juelz Santana en «Conteo», mientras que el segundo CD posee cuatro canciones nuevas.[74]

| CD 2  |                                                 |                |          |  |
| N.º   | Título                                          | Productor(es)  | Duración |  |
| 1.    | «Intro – El Rey»                                | Escobar · Fade | 3:24     |  |
| 2.    | «Ayer la vi»                                    | Eliel          | 4:12     |  |
| 3.    | «Adiós»                                         | Eliel          | 4:11     |  |
| 4.    | «No sé de ella “My Space”» (con Wisin & Yandel) | Eliel · Fade   | 3:43     |  |
| 15:31 |                                                 |                |          |  |

| DVD |                                        |          |  |
| N.º | Título                                 | Duración |  |
| 1.  | «Angelito» (Video)                     |          |  |
| 2.  | «Salió el sol» (Video)                 |          |  |
| 3.  | «Belly Danza» (Video) (con Beenie Man) |          |  |
| 4.  | «Conteo» (Video)                       |          |  |

### Remasterizado (2016)
| N.º      | Título                                | Productor(es)      | Duración |  |
| 19.      | «Te quiero pa'mí» (con Zion & Lennox) | Gaby Music · Jumbo | 3:32     |  |
| 01:13:30 |                                       |                    |          |  |

## Créditos y personal
Adaptado desde AllMusic y los créditos del álbum original.
Artistas y producción
- William Omar Landrón Rivera – Artista principal, composición, productor ejecutivo.
- Chris Gehringer – Masterización en Sterling Sound.
- Julian Vazques – Ingeniería en Platinum Studios.
- Serge Tsai – Mezcla (6, 15).
- Miri Ben-Ari – Artista invitada, violín (1).
- Ernesto F. Padilla – Composición, producción (1, 2).
- Henry Santos – Producción (1).
- Mario Rivera (Mario VI) – Composición (2, 5).
- Eliel Lind Osorio – Composición, producción, teclado (3, 5, 6, 7, 10, 13, 16).
- José Morales (Fade) – Composición (3).
- Juelz Santana – Artista invitado (4).
- Josías de la Cruz – Composición, producción (4, 7, 16, 17).
- Arnaldo Santos – Composición, producción, guitarra (4, 7).
- Paul Irizarry – Composición, producción (8, 14).
- Armando Rosario (Diesel) – Composición, producción (8, 14).
- Luis Pizarro – Artista invitado, composición (9).
- Alex O. Arocho Moreno (Yai) – Producción (9, 12).
- Wilfredo Moreno Pérez (Toly) – Producción (9, 12).
- Ledif Franceschini – Batería acústica, piano, arreglista (10, 13).
- Jorge Laboy – Composición, producción, guitarras (10, 13, 15).
- Daniel Fornaris – Composición, producción, mezcla (11).
- Anthony Moses Davis – Artista invitado, composición (14).
- Félix Ortiz Torres – Artista invitado, composición (16).
- Roberto Allende – Producción, tambores (18).

Arte y concepto
- Ron Jaramillo – Director creativo.
- Rachel Ayala, Simonez Wolf – Diseño de vestuario.
- Timothy Saccenti – Fotografía.
- Hagen Linss – Maquillaje.
- Nicole Tucker – Peinado.
- Mal Torrance – Diseño de escenario.
- I-NetGraFX – Matte painting.

## Posicionamiento en listas
| Listas (2006)                        | Mejor posición |
| ------------------------------------ | -------------- |
| España (Top 100 Álbumes)             | 13             |
| Estados Unidos (Billboard 200)       | 7              |
| Estados Unidos (Latin Rhythm Albums) | 1              |
| Estados Unidos (Top Latin Albums)    | 1              |
| Estados Unidos (Top Rap Albums)      | 2              |

| Listas (2007)                        | Mejor posición |
| ------------------------------------ | -------------- |
| España (Top 100 Álbumes)             | 86             |
| Estados Unidos (Billboard 200)       | 169            |
| Estados Unidos (Latin Rhythm Albums) | 1              |
| Estados Unidos (Top Latin Albums)    | 2              |

| Listas (2008)                        | Mejor posición |
| ------------------------------------ | -------------- |
| Estados Unidos (Latin Rhythm Albums) | 4              |
| México (Top 100 México)              | 84             |

| Listas (2006)                        | Posición |
| ------------------------------------ | -------- |
| Estados Unidos (Latin Rhythm Albums) | 3        |
| Estados Unidos (Top Latin Albums)    | 3        |

| Listas (2007)                        | Posición |
| ------------------------------------ | -------- |
| Estados Unidos (Latin Rhythm Albums) | 2        |
| Estados Unidos (Top Latin Albums)    | 8        |

| Listas (2008)                        | Posición |
| ------------------------------------ | -------- |
| Estados Unidos (Latin Rhythm Albums) | 10       |

| Listas (2000-09)                  | Posición |
| --------------------------------- | -------- |
| Estados Unidos (Top Latin Albums) | 8        |

### Sucesión y posicionamiento
| Predecesor: Borrón y cuenta nueva de Grupo Montéz de Durango | U.S. Billboard Top Latin Albums — Álbum n.º. 1 (Primera vuelta) 10 de junio de 2006 - 14 de julio de 2006     | Sucesor: Los rompe discotekas de Héctor el "Father" |
| Predecesor: Los rompe discotekas de Héctor "el Father"       | U.S. Billboard Top Latin Albums — Álbum n.º. 1 (Segunda vuelta) 29 de julio de 2006 - 8 de septiembre de 2006 | Sucesor: Amar es combatir de Maná                   |

| Predecesor: Pa'l mundo de Wisin & Yandel                         | U.S. Billboard Latin Rhythm Albums — Álbum n.º. 1 (Primera vuelta) 10 de junio de 2006 - 14 de julio de 2006      | Sucesor: Los rompe discotecas de Héctor "el Father"   |
| Predecesor: Los rompe discotecas de Héctor "el Father"           | U.S. Billboard Latin Rhythm Albums — Álbum n.º. 1 (Segunda vuelta) 29 de julio de 2006 - 15 de septiembre de 2006 | Sucesor: The Underdog/El subestimado de Tego Calderón |
| Predecesor: WY Records Presents: Los vaqueros de Varios artistas | U.S. Billboard Latin Rhythm Albums — Álbum n.º. 1 (Tercera vuelta) 13 de enero de 2007 - 13 de abril de 2007      | Sucesor: Sentimiento de Ivy Queen                     |

## Certificaciones
| País (Certificador) | Certificación | Ventas certificadas |
| --- | ------------- | ------------------- |
| Argentina (CAPIF) | Oro           | 100 000^            |
| Chile (IFPI) | Platino       | 10 000^             |
| España (PROMUSICAE) | Platino       | 50 000*             |
| Estados Unidos (RIAA) | 4 X Platino   | 556 000             |
| ^cifras de envíos basadas únicamente en la certificación xcifras no especificadas basadas únicamente en la certificación |               |                     |

## Premios y nominaciones
| Año  | Premios                               | Categoría                    | Resultado |
| ---- | ------------------------------------- | ---------------------------- | --------- |
| 2006 | Premios Grammy Latinos                | Mejor álbum de música urbana | Nominado  |
| 2007 | Premios Billboard de la Música Latina | Álbum de reguetón del año    | Ganador   |

## Historial de lanzamiento
| Región | Fecha                    | Formato                           | Edición            | Discográfica                   | Ref.   |
| ------ | ------------------------ | --------------------------------- | ------------------ | ------------------------------ | ------ |
| Mundo  | 23 de mayo de 2006       | Descarga digital · Disco compacto | Estándar           | VI Music · Machete Music · UMG | [ 2 ]  |
| Japón  | 20 de septiembre de 2006 | Disco compacto                    | Bonus tracks       | UMG                            | [ 97 ] |
| Mundo  | 19 de diciembre de 2006  | Descarga digital · Disco compacto | Armageddon Edition | VI Music · Machete Music · UMG | [ 57 ] |
| Mundo  | 11 de noviembre de 2016  | Descarga digital                  | Remasterización    | Machete Music · UMG            | [ 8 ]  |